# پارک ملی پورتو پرنسس
پارک ملی پورتو پرنس یکی از جاذبه‌های طبیعی کشور فیلیپین است. این پارک ملیدر نزدیکی شهر پورتوپرنسس در استان / جزیره پالاوان قرار دارد و به دلیل داشتن گونه‌های گیاهی و جانوری خاص در زمره میراث جهانی طبیعی یونسکو قرار گرفته‌است.

## نگارخانه

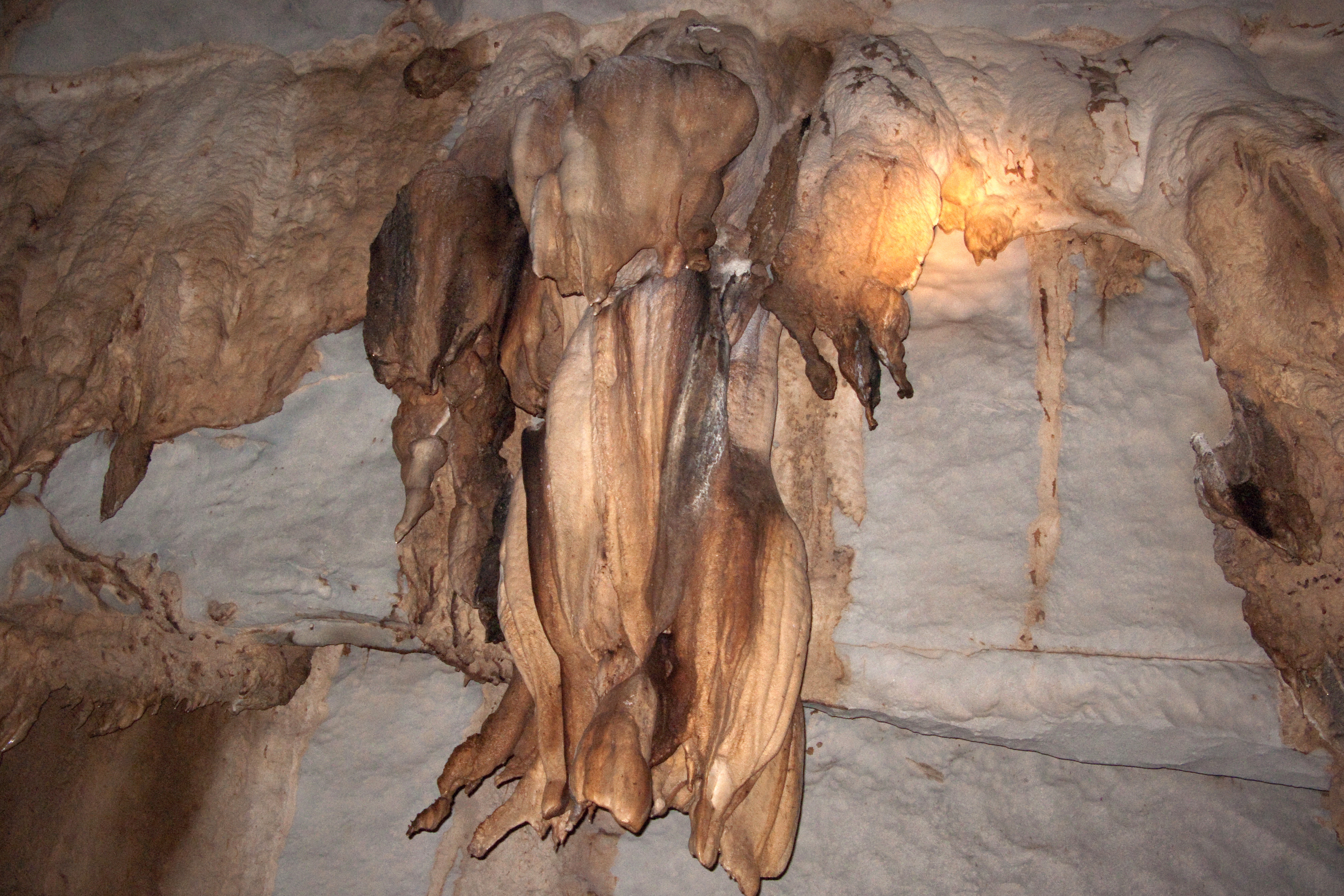
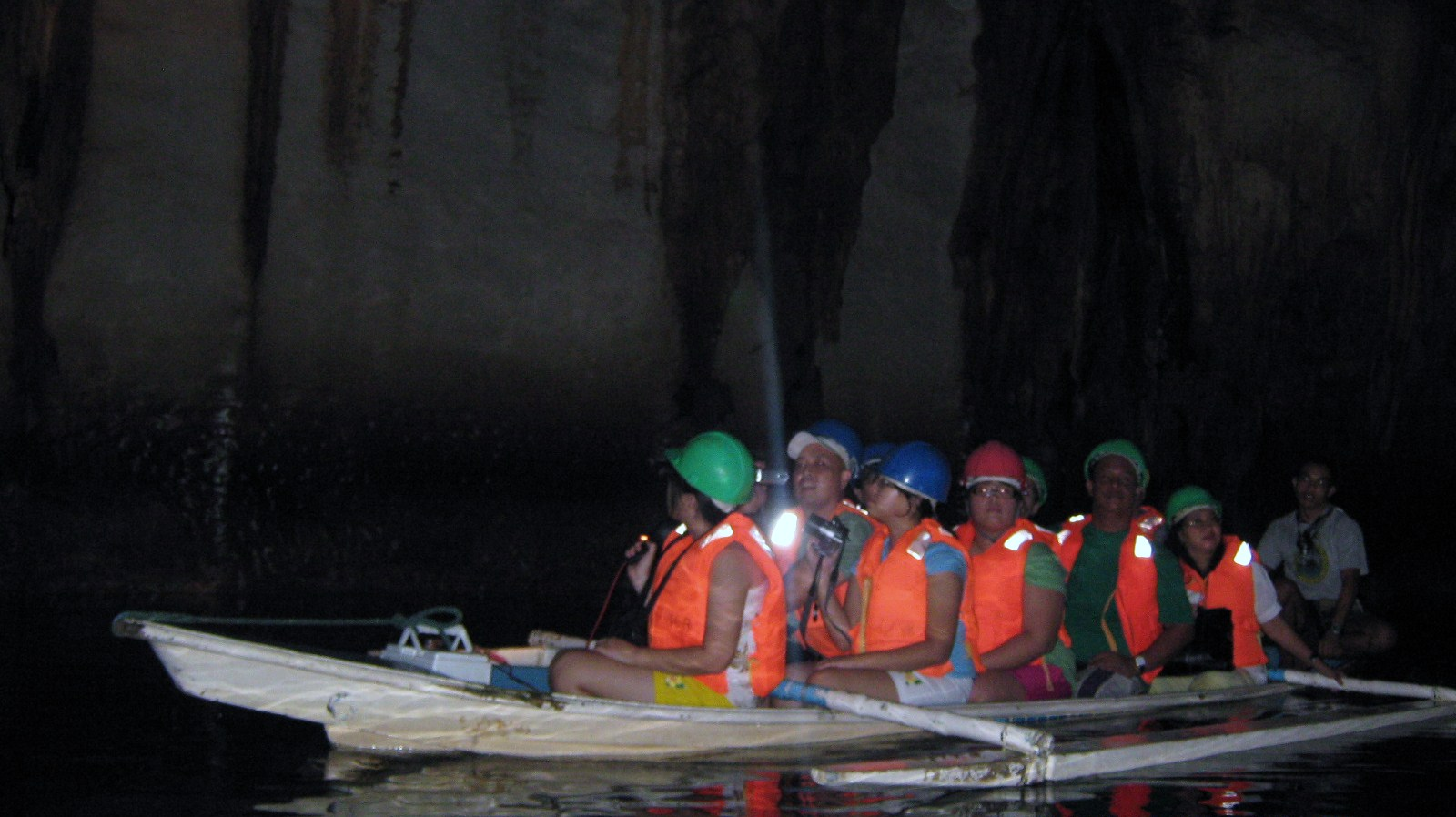
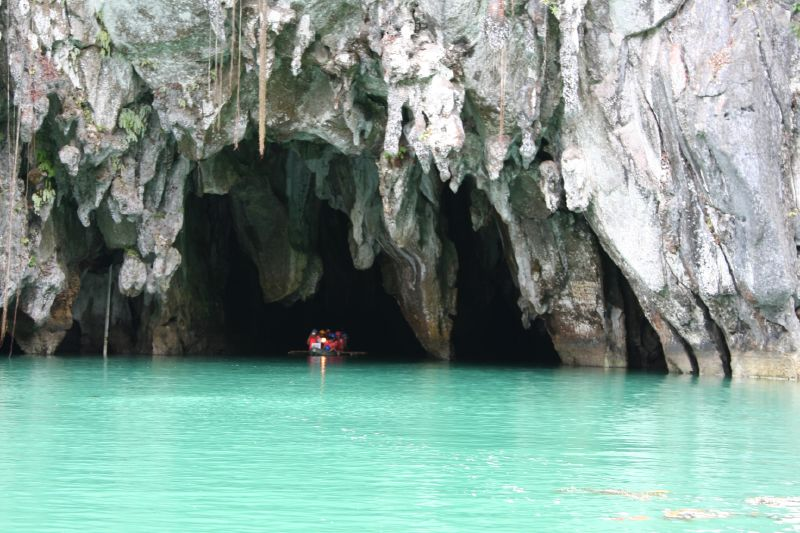
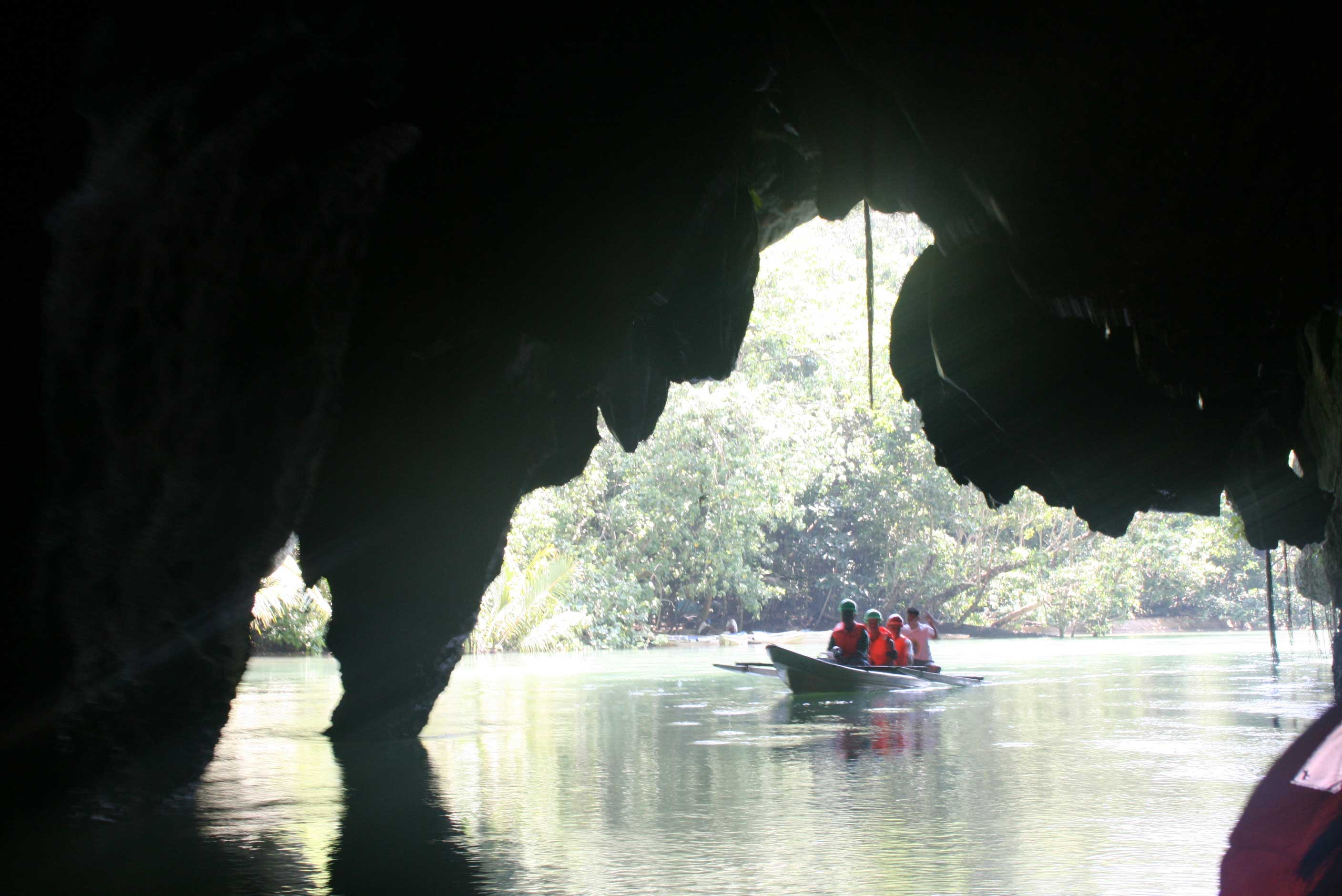
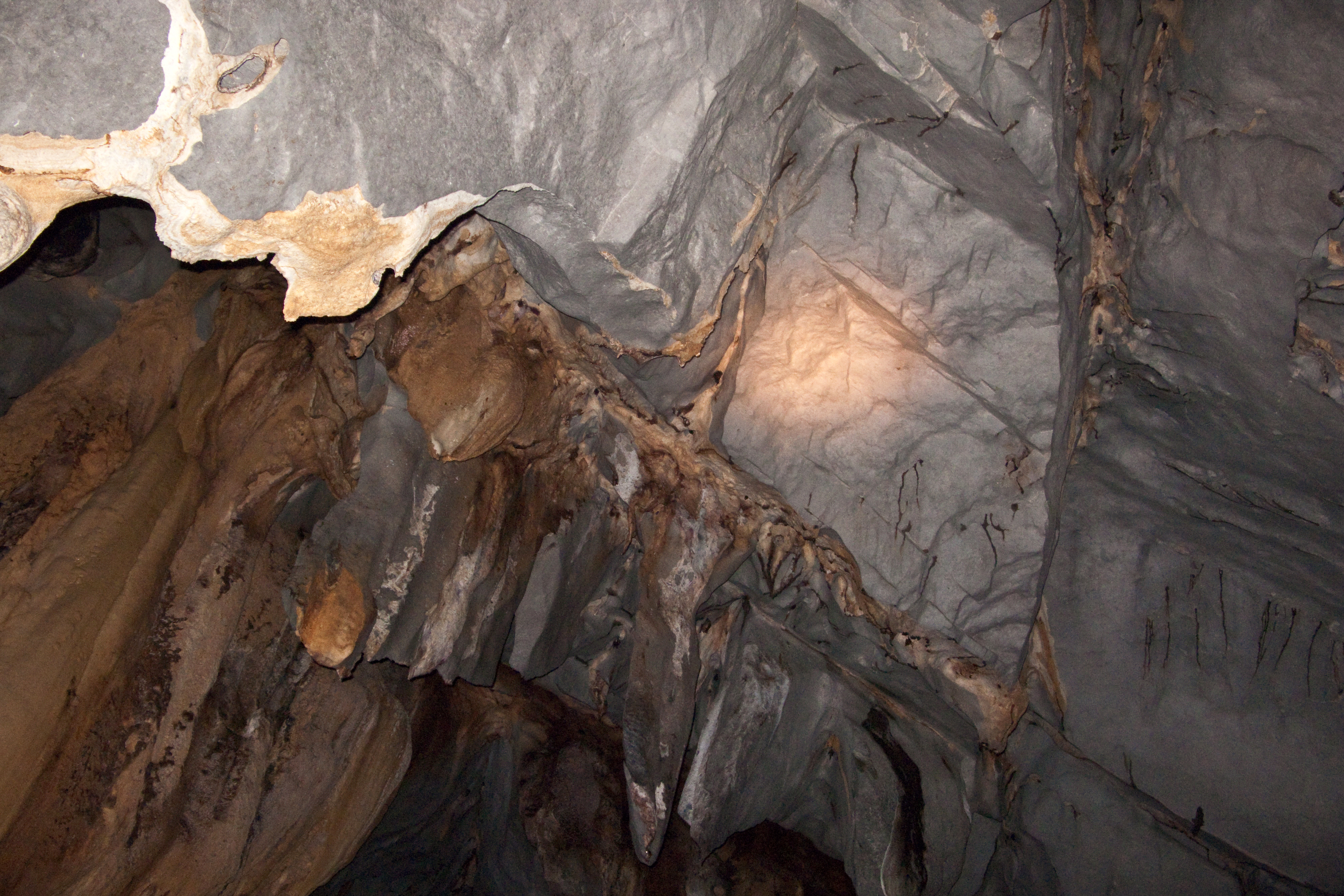
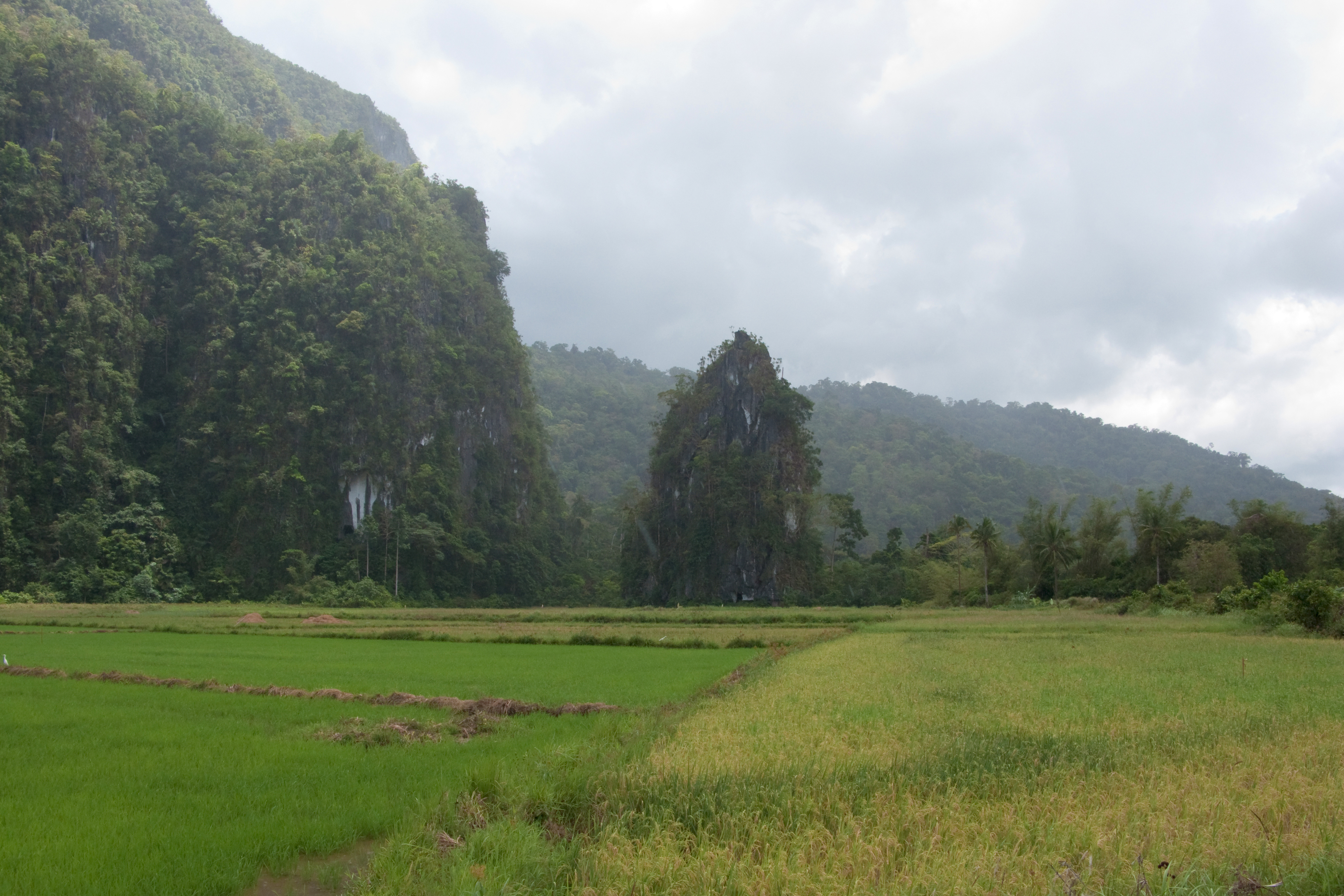
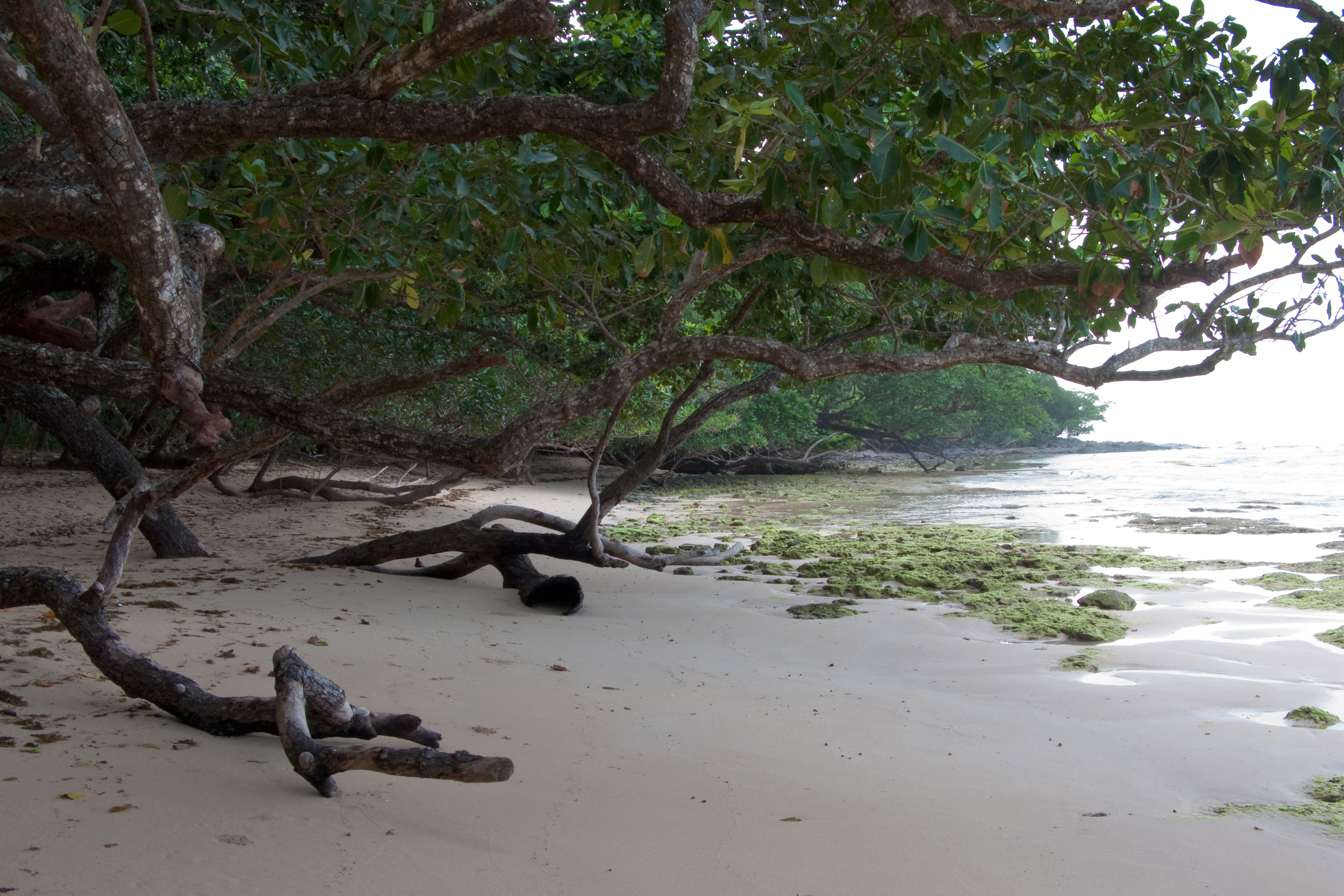

## سرچشمه‌ها
ویکی‌پدیا انگلیسی